# Jan Guillou – utifrån
Jan Guillou – utifrån är en bok av den svenska journalisten och författaren Paul Frigyes, utgiven 2014. Den utgavs som pocket år 2015 med titeln Guilloutinen : En bok om Jan Guillou. Boken hade ursprungligen titeln Höjd över varje misstanke : En bok om Jan Guillou, men gavs aldrig ut under denna titel.
Boken är en biografi över Jan Guillou, och blev föremål för debatt före sin publicering. Boken var tänkt att ges ut av Norstedts. Den innehöll en uppgift om att Jan Guillou skulle blivit relegerad eller avstängd från internatskolan Solbacka läroverk. Jan Guillou kunde visa att detta var fel, och förlaget valde att inte publicera boken. Den publicerades istället av förlaget Lindelöw, med ett tillagt kapitel om debatten kring den ursprungliga boken.